# 단풍

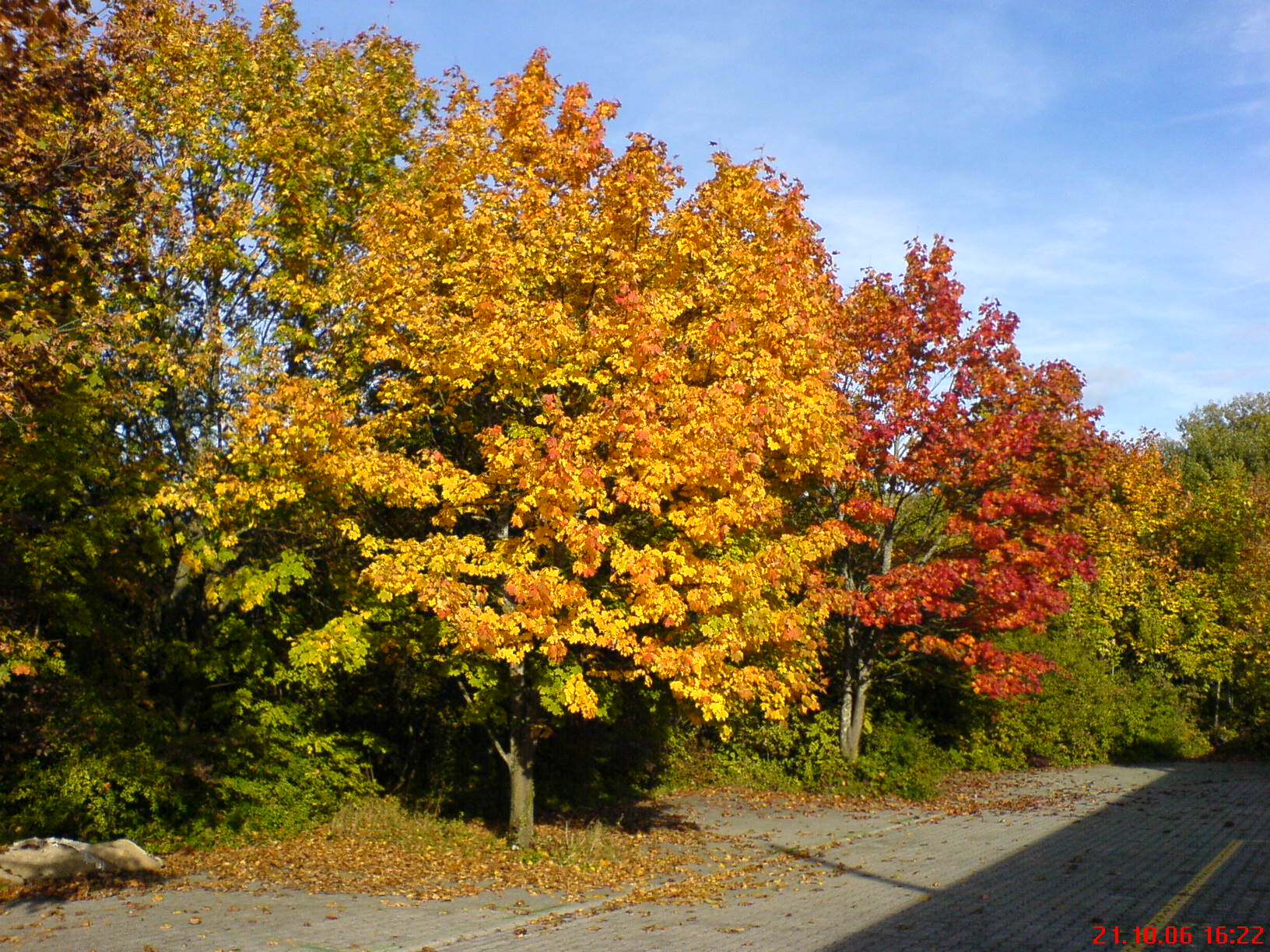
단풍이 든 나무

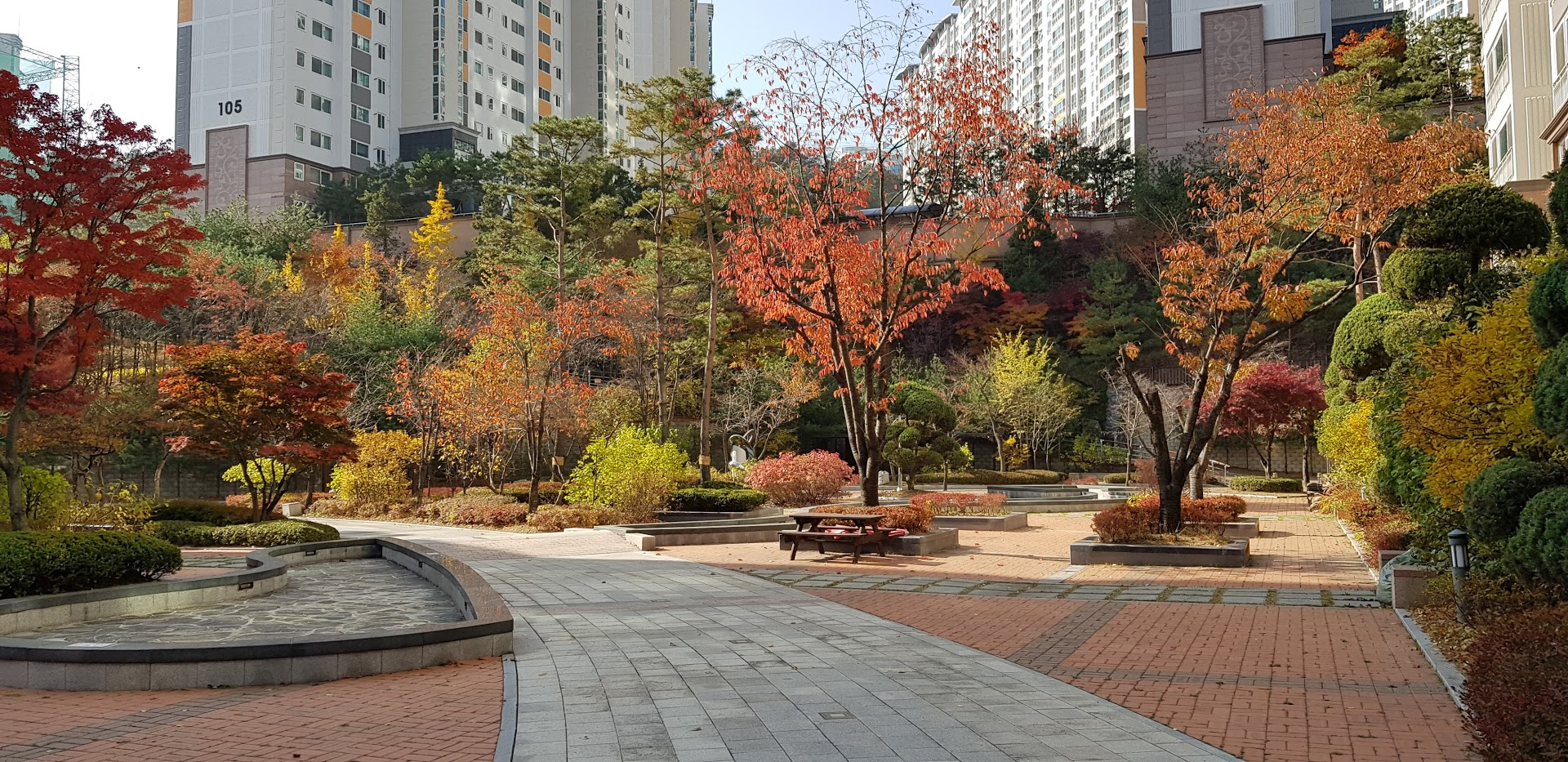
용인 하갈동 청명호수마을 단풍 모습

단풍(丹楓)은 기후의 변화로 식물의 녹색 잎이 붉은 색이나 노란 색, 갈색 등으로 물드는 현상을 말한다. 통상 하루 최저기온이 5도 이하로 떨어지면 단풍이 물들기 시작한다.

## 원인

단풍이 드는 원인

단풍은 나무의 잎이 더 이상 활동하지 않게 되어 나타나는 현상이다. 잎이 활동을 멈추면 엽록소가 파괴되고 자가분해가 진행된다. 엽록소의 자가분해과정에서 안토시안이 생성되는 종은 붉은 색 또는 갈색 계열의 단풍이 들게 된다. 안토시안이 생성되지 않는 종은 엽록소의 녹색에 가려 보이지 않던 잎 자체에 들어 있는 노란 색 색소들이 나타나게 되어 노란 단풍이 든다. 이것은 안토사인이라는 화학물질에서 시작된다. 가을에 비가 적게 와 가뭄이 이어지고 기온이 갑자기 떨어지면 엽록소의 파괴 속도가 빨라지기 때문에 색깔이 선명해진다.

## 문화
한국에서 가을에 나무 잎이 붉게 물드는 나무는 단풍나무 외에도 당단풍, 복자기, 옻나무과의 붉나무, 장미과의 마가목, 벚나무, 팥배나무 등이다. 하지만 노랗게 물드는 나무는 상수리나무와 굴참나무 그리고 은행나무이다. 콩과 나무와 뽕나무과 나무, 목련과 나무들도 노란색으로 물든다.
- 단풍놀이: 중국, 일본, 한국 등 동아시아에서는 단풍이 드는 시기가 되면 산이나 공원 등으로 단풍놀이를 간다.
- 예술: 단풍은 미술, 시 등의 소재로 자주 등장한다.

## 같이 보기
- 낙엽성